# سیو کلادنتس
سیو کلادنتس (به بلغاری: Siv Kladenets) یک منطقهٔ مسکونی در بلغارستان است که در ایوالوفگراد واقع شده‌است.
 سیو کلادنتس   ۷۳ متر بالاتر از سطح دریا واقع شده‌است.